# سامسونگ گلکسی نوت ۴
سامسونگ گلکسی نوت ۴ (به انگلیسی: SAMSUNG GALAXY NOTE4) که در زبان انگلیسی بصورت Samsung GALAXY Note 4 یا Samsung Galaxy Note Four هم نوشته می شود.یک فبلت اندرویدی رده بالا ، محصولی از سامسونگ می باشد که در کنفرانس IFA 2014 برلین در 3 سپتامبر 2014 توسط سامسونگ معرفی و در اکتبر همان سال به بازار عرضه گردید. این دستگاه جانشین گلکسی نوت ۳ می‌باشد.
در نوت ۴ مدل پردازنده هشت هسته‌ای اگزینوس ۵۴۳۳، چهارهسته ۱٫۹ گیگاهرتزی Cortex-A57 و چهارهسته ۱٫۳ گیگاهرتزی Cortex-A53 در کنار هم تعبیه شده و برای پردازش امور گرافیکی نیز از پردازنده‌ای مالی T760 (به انگلیسی: Mali-T760) استفاده شده‌است، همچنین در مدل چهار هسته‌ای از پردازنده اسنپدراگون ۸۰۵ با چهار هسته پردازشی کریت ۴۵۰ (به انگلیسی: Krait 450) با فرکانس ۲٫۷ گیگاهرتز و برای پردازش امور گرافیکی نیز از پردازنده‌ای ۶۰۰ مگاهرتزی آدرنو ۴۲۰ (به انگلیسی: Adreno 420) استفاده شده‌است.
این اسمارتفون دارای یک باتری ۳۲۲۰ میلی‌آمپر ساعتی می‌باشد.
نوت۴ در قالب دو نسخهٔ ۳۲ و ۶۴ گیگابایتی عرضه می‌شود که البته به کمک کارت حافظه تا ۶۴ گیگابایت به آن اضافه می‌شود.
از قابلیت‌های مهم این فبلت می‌توان به حسگر اثرانگشت و حسگر ضربان قلب اشاره کرد.
قلم این دستگاه که از برتری‌های سری نوت سامسونگ بر سایر فبلت‌ها می‌باشد حساسیت بالاتری نسبت به گلکسی نوت 3 و از امکانات بیشتری بهره می‌برد.
این فبلت به طور پیشفرض از اندروید نسخه 4.4 (کیت کت) و رابط کاربری تاچ ویز بهره می برد که به اندروید نسخه 6.0.1(مارشمالو) قابل ارتقاست.
گلگسی نوت۴ در نسخه هشت هسته‌ای در پشت مجهز به دوربین ۱۶ مگاپیکسلی به همراه سنسور آی سوسل (به انگلیسی: ICOSELL) و در نسخه چهار هسته‌ای مجهز به دوربین ۱۶ مگاپیکسلی به همراه سنسور سونی آی ام ایکس ۲۴۰ (به انگلیسی: SONY IMX 240) و لرزش گیر اپتیکال می‌باشد و در جلو از یک دوربین ۳٫۷ مگاپیکسلی بهره می برد.
این فبلت از یک صفحه نمایش 5.7 اینچی و 3 گیگابایت رم همراه با قاابلیت های دیگری از جمله ان اف سی و بلوتوث ۴ و وای فای بهره می برد.
وزن این دستگاه نسبت به نسخه قبل بیشتر شده و به ۱۷۶ گرم افزایش یافته‌است.